# Джей Ди Ванс
Джеймс Дейвид (Джей Ди) Ванс (на английски: James David (J. D.) Vance) е американски политик, адвокат, бизнесмен, писател, ветеран от морската пехота, член на Републиканската партия, младши сенатор от Охайо (2023 – 2025) и 50-ти вицепрезидент на САЩ, встъпил в длъжност на 20 януари 2025.
След като първоначално се обявява против кандидатурата на Доналд Тръмп за президент през 2016 г., Ванс става негов верен поддръжник. На 15 юли 2024 г. Тръмп го номинира за свой вицепрезидент в предизборната надпревара. Ванс е първият морски пехотинец, номиниран за вицепрезидент на страната.
Възгледите на Ванс често са описвани като национално консервативни и дясно популистки. Противник е на абортите и на еднополовите бракове.